# 何家成
何家成（1956年5月—），江苏南京人，男，汉族，中华人民共和国政治人物。1975年参加工作，1981年加入中国共产党。原国家行政学院常务副院长。中共十七大代表。

## 履历
1978年考入南京大学经济系，1981年毕业后考入中国社会科学院研究生院攻读经济学硕士和在职经济学博士，先后师从经济学家戴园晨和刘国光。1984年6月，硕士尚未毕业的何家成，参加了在中国经济发展史上具有重要意义的莫干山会议，并和华生等人提出放调结合的双轨制；同年9月，何家成又参加了同样重要的巴山轮会议，由此开启了其高层智囊之路。1985年，他和华生等人合作的《微观经济基础的重新构造》获得中国经济学最高奖——孙冶方经济科学奖。1986年获“国家级有突出贡献中青年学者”称号、破格晋升为副研究员。1986至1987年，何家成在中共中央办公厅调研室工作一年后，被调到中央政治体制改革研讨小组办公室，1987年中共十三大后在政改办基础上成立中央政治体制改革研究室，何家成担任综合局副局长。1989年6月之后，中央政治体制改革研究室与中共中央农村政策研究室合并为中央政策研究室，何家成的履历出现了短暂的空白，但仕途反而得以提升。1990年，他调任原国家物资部办公厅副主任、部长办主任，之后还兼任正司局级的中国物资经济研究所所长。1992年当选全国青联委员并享受国务院特殊津贴。
1992至1993年，何家成被派往江苏无锡市短暂挂职副市长。1993至1995年，他担任国内贸易部政策体制法规司司长。1995至1998年，担任中国华星集团董事长、党委书记。1998至2000年，担任国家国内贸易局党组成员、副局长。2000年，44岁的何家成成为国务院任命的首批36名副部级国有重点大型企业监事会主席之一。
2009年9月，他出任国家行政学院副院长。2013年3月，升任国家行政学院常务副院长（正部长级），主持学院常务工作，跻身正部级干部。在此期间，经济学理论功底扎实的何家成一直充当着中央高层幕僚的角色，经常出入中南海。

## 落马
2014年10月11日，何家成因涉嫌严重违纪违法，接受组织调查。2015年11月11日被双开。
据媒体报道，何家成与原中共江苏省委秘书长赵少麟是通家之好，赵少麟之子赵晋称呼何家成为“干爹”。何家成的女儿女婿在赵晋的房地产开发公司挂职吃空饷。
2017年2月28日，浙江省宁波市中级人民法院对被告人何家成作出一审宣判，以受贿罪（710.7071万元）判处有期徒刑9年，并处罚金人民币70万元。追缴、退缴在案的赃款赃物依法上缴国库。